# Ron Moody

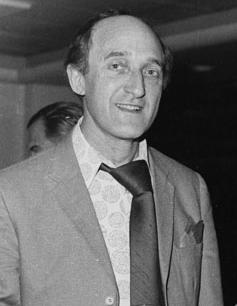
Ron Moody (1975)

Ron Moody, eigentlich Ronald Moodnick (* 8. Januar 1924 in London; † 11. Juni 2015 ebenda), war ein britischer Schauspieler.

## Leben
Der Sohn eines Stuckateurs begann sich erst spät für das Schauspielern zu interessieren. Nach einer Ausbildung an der London School of Economics wollte er erst eigentlich in der Wirtschaft arbeiten.
Mit 29 Jahren hatte Moody Auftritte in Revuen und als Stand-up-Comedian und begann seine Schauspielkarriere Ende der 1950er Jahre am Theater und in Musicals, so 1959 in Leonard Bernsteins Candide. Er hatte da zwar keine große Rolle, aber sie führte zu seinem Durchbruch in der Musicalfassung des Romans Oliver Twist von Charles Dickens. Er spielte in Oliver! den hinterhältigen Taschendieb Fagin. Nach einigen Nebenrollen auch in Fernsehserien, wie Mit Schirm, Charme und Melone (The Avengers), engagierte ihn Regisseur Carol Reed 1968 für die Verfilmung des Musicals Oliver!, in der Moody wieder seine Fagin-Rolle spielte und die ihm prompt eine Oscar-Nominierung einbrachte.
Ein Jahr später, 1969, bekam Moody das Angebot die Nachfolge von Patrick Troughton als Hauptdarsteller in der britischen Science-Fiction-Serie Doctor Who anzutreten, doch er lehnte die Rolle ab. Einmal jedoch hatte er in einer Hörspielfassung von Doctor Who dennoch eine Rolle, als Duke of Wellington im Stück Other Lives (2005).
Im Fernsehen übernahm er weiter zahlreiche Hauptrollen und Gastauftritte in Serien, unter anderem in der langjährigen Seifenoper EastEnders, in Starsky & Hutch, Rauchende Colts (Gunsmoke), Mord ist ihr Hobby (Murder, She Wrote), Hart aber herzlich (Hart to Hart) oder als Sprecher in der Zeichentrickserie Als die Tiere den Wald verließen.
Deutschsprachige Fernsehzuschauer kennen Moody hauptsächlich aus den zahlreichen Wiederholungen des Miss-Marple-Krimis Vier Frauen und ein Mord (Murder Most Foul, 1964), in dem er den Direktor Driffold Cosgood einer Theatergruppe spielt – an der Seite von Margaret Rutherford, mit der er ein Jahr zuvor auch in der Filmkomödie Auch die Kleinen wollen nach oben (The Mouse on the Moon) vor der Kamera stand.
Mit seiner Ehefrau Therese Blackbourn Moody, die er 1985 heiratete, bekam Moody sechs Kinder. Er lebte im Londoner Stadtbezirk Southgate. 

## Filmografie (Auswahl)
- 1958: Davy
- 1960: Ein Nerz an der Angel (Make Mine Mink)
- 1961: Schöne Witwen sind gefährlich (Five Golden Hours)
- 1962: Das letzte Wort hat sie (A Pair of Briefs)
- 1963: Holiday für dich und mich (Summer Holiday)
- 1963: Auch die Kleinen wollen nach oben (The Mouse on the Moon)
- 1964: Vier Frauen und ein Mord (Murder Most Foul)
- 1964: Jeder Tag ein Urlaubstag (Every Day’s a Holiday)
- 1965: Hilfe, Touristen! (San Ferry Ann)
- 1966/1967: Mit Schirm, Charme und Melone (The Avengers, Fernsehserie, 2 Folgen)
- 1968: Oliver
- 1970: David Copperfield (Fernsehfilm)
- 1970: Zwölf Stühle (The Twelve Chairs)
- 1971: Der Ruf der Freiheit (Flight of the Doves)
- 1973: Rauchende Colts (Gunsmoke, Fernsehserie, Folge 19x04)
- 1975: Die Legende vom Werwolf (Legend of the Werewolf)
- 1976: Scrooge (Kurzfilm)
- 1976: Starsky & Hutch (Fernsehserie, 2 Folgen)
- 1977: Sherlock Holmes und das Ende der Zivilisation in der uns bekannten Form (The Strange Case of the End of Civilization as We Know It)
- 1979: Schatten um Dominique (Dominique)
- 1979: König Artus und der Astronaut (Unidentified Flying Oddball)
- 1980: Die unglaublichen Geschichten von Roald Dahl (Tales of the Unexpected, Fernsehserie, Folge 2x07)
- 1980: Hart auf Hart (Nobody's Perfect, Fernsehserie, 8 Folgen)
- 1981: Bei Anruf Mord (Dial M for Murder, Fernsehfilm)
- 1981: Into the Labyrinth (Fernsehserie, 14 Folgen)
- 1981/1983: Hart aber herzlich (Hart to Hart, Fernsehserie, 2 Folgen)
- 1982: Flammen am Horizont (Wrong Is Right)
- 1982: Die Himmelhunde von Boragora (Tales of the Gold Monkey, Fernsehserie, 2 Folgen)
- 1984: Die Himmels-Maschine – Einladung eines Verrückten (Where Is Parsifal?)
- 1984: Ein Engel auf Erden (Highway to Heaven, Fernsehserie, Folge 1x08)
- 1985: Mord ist ihr Hobby (Murder, She Wrote, Fernsehserie, Folge 1x14 Der tödliche Pfeil)
- 1987: Pet Shop Boys: It’s a Sin (Musikvideo)
- 1990: Ein Phantom in Monte Carlo (A Ghost in Monte Carlo, Fernsehfilm)
- 1993–1995: Als die Tiere den Wald verließen (The Animals of Farthing Wood, Fernsehserie, 39 Folgen, Sprechrolle)
- 1995: Knightskater – Ritter auf Rollerblades (A Kid in King Arthur’s Court)
- 1995: Last of the Summer Wine (Fernsehserie, Folge 17x05)
- 1998–2006: The Bill (Fernsehserie, 3 Folgen)
- 2000: The 3 Kings
- 2001: Revelation – Die Offenbarung (Revelation)
- 2003: Paradise Grove
- 2003: EastEnders (Fernsehserie, 5 Folgen)
- 2005/2012: Holby City (Fernsehserie, 2 Folgen)
- 2010: Casualty (Fernsehserie, Folge 24x23)

## Auszeichnungen
- 1969: Nominiert als bester Hauptdarsteller für den Oscar für seine Rolle in Oliver!
- 1969: Ausgezeichnet als bester Hauptdarsteller mit dem Golden Globe für seine Rolle in Oliver!
- 1984: Tony-Nominierung (Theaterauszeichnung) für seine Rolle als Fagin in der Wiederaufführung des Musicals „Oliver!“
- 1984: Theatre World Special Award bei den Tony Awards